# Celso Fonseca
Celso Fonseca (Rio de Janeiro, 15 de novembro de 1956) é um cantor, guitarrista e compositor brasileiro.

## Biografia
Celso Fonseca começou a tocar violão aos 12 anos e aos 19 passou a se dedicar à música como uma profissão. Sua primeira influência no violão foi de Baden Powell. Fonseca já trabalhou com Gilberto Gil, Marisa Monte e Bebel Gilberto entre outros. Em meados da década de 1980 teve seu primeiro álbum e também se tornou produtor musical. 
Em 2016, foi indicado aos Grammy Latinos de Canção do Ano e Melhor Álbum de Música Popular Brasileira por sua canção "Céu" e seu álbum Like Nice, respectivamente. O álbum também rendeu indicações nas categorias Melhor Engenharia de Gravação para um Álbum e Produtor do Ano.

## Discografia
- Minha Cara (WEA, 1986)
- Sorte (Dubas, 1994) com Ronaldo Bastos
- O Som do Sim (Natasha, 1995)
- com Ronaldo Bastos – Paradiso (Dubas, 1997) com arranjos de Eduardo Souto Neto e Jaques Morelenbaum, com Milton Nascimento
- com Ronaldo Bastos – Juventude / Slow Motion Bossa Nova (Dubas, 2001)
- Natural (Ziriguiboom/Six Degrees, 2003) com Cibelle
- Rive Gauche Rio (Ziriguiboom/Six Degrees, 2005) com Jorge Drexler
- Feriado (EMI, 2007)
- Ao Vivo (EMI, 2008) com Ana Carolina, Gilberto Gil e Roberta Sá
- Página Central (rec. 2007, Biscoito Fino, 2009) com Marcos Valle
- Voz e Violão (Universal, 2010)
- com Ronaldo Bastos – Liebe Paradiso (Dubas, 2011) com Nana Caymmi, Milton Nascimento, Luiz Melodia a.o.
- No Meu Filme (Universal, 2011)
- Like Nice (2015)
- Turning Point (2018) com Erika Ender
- O Tempo (2019) com Analaga